# 南緯69度線
南緯69度線（なんい69どせん）は、 地球の赤道面より南に地理緯度にして69度の角度を成す緯線である。
南極の中にあり、この緯線は南極大陸と南極海を通過する。この緯度の下では、11月22日頃から1月20日頃までの約2ヶ月間は白夜になり、5月30日頃から7月14日頃までの約1ヶ月半の間は極夜になる。

## 通過する地域一覧
| 地理座標                                              | 国土・領土・領海 | 備考 |
| ----------------------------------------------------- | ---------------- | --- |
| 南緯69度0分 東経0度0分 / 南緯69.000度 東経0.000度     | 南極大陸         | ドローニング・モード・ランド（ ノルウェーが領有権主張）                                                                                             |
| 南緯69度0分 東経0度8分 / 南緯69.000度 東経0.133度     | 南極海           | |
| 南緯69度0分 東経33度11分 / 南緯69.000度 東経33.183度  | 南極大陸         | オーストラリア南極領土（ オーストラリアが領有権主張）                                                                                               |
| 南緯69度0分 東経35度4分 / 南緯69.000度 東経35.067度   | 南極海           | リュツォー＝ホルム湾 |
| 南緯69度0分 東経39度46分 / 南緯69.000度 東経39.767度  | 南極大陸         | オーストラリア南極領土（ オーストラリアが領有権主張）                                                                                               |
| 南緯69度0分 東経74度55分 / 南緯69.000度 東経74.917度  | 南極海           | Prydz Bay |
| 南緯69度0分 東経78度10分 / 南緯69.000度 東経78.167度  | 南極大陸         | オーストラリア南極領土（ オーストラリアが領有権主張） アデリーランド（ フランスが領有権主張） オーストラリア南極領土（ オーストラリアが領有権主張） |
| 南緯69度0分 東経156度0分 / 南緯69.000度 東経156.000度 | 南極海           | |
| 南緯69度0分 西経71度47分 / 南緯69.000度 西経71.783度  | 南極大陸         | アレクサンダー島（ アルゼンチン・ チリ・ イギリスが領有権主張する地域）                                                                             |
| 南緯69度0分 西経70度5分 / 南緯69.000度 西経70.083度   | 南極海           | マルグリット湾 |
| 南緯69度0分 西経67度34分 / 南緯69.000度 西経67.567度  | 南極大陸         | 南極半島（ アルゼンチン・ チリ・ イギリスが領有権主張する地域）                                                                                     |
| 南緯69度0分 西経59度15分 / 南緯69.000度 西経59.250度  | 南極海           | ウェッデル海 |
| 南緯69度0分 西経1度23分 / 南緯69.000度 西経1.383度    | 南極大陸         | ドローニング・モード・ランド（ ノルウェーが領有権主張）                                                                                             |